# Mount Fairweather
Mount Fairweather (v Kanadě oficiálně označována jako Fairweather Mountain) je se 4671 metry nad mořem jednou z nejvyšších hor světa, ležících při pobřeží moře. Hora leží 20 km od Tichého oceánu na hranicích Aljašky a Britské Kolumbie. Z větší části leží Fairweather v Národním parku Glacier Bay v USA, ale vrchol leží na území Kanady. Hora Fairweather je označována jako Boundary Peak 164 nebo jako US/Canada Boundary Point #164.

## Historie
Hora byla pojmenována 3. května 1778 kapitánem Jamesem Cookem, patrně byla pojmenována podle dobrých povětrnostních podmínek, které zde Cookovu expedici zastihly.

## Poloha
Fairweather leží nad Glacier Bay ve Fairweather Range v pohoří svatého Eliáše. Podobně jako další velké hory v pohoří svatého Eliáše tvoří Fairweather výraznou krajinnou dominantu danou značným převýšením od hladiny Glacier Bay.

## Podnebí
Díky špatným povětrnostním podmínkám je vrchol hory obvykle zahalen oblaky. Navzdory svému jménu panují na hoře Fairweather drsné povětrnostní podmínky. Roční úhrn srážek (většinou sněhových) převyšuje 2500 mm, zatímco teploty klesají k −46 °C.

## Mytologie
V jazyce tlingit je hora známa jako Tsalxhaan. Vypráví se, že hory Tsalxhaan a Yaas'éit'aa Shaa (Mount Saint Elias) kdysi stály bok po boku, ale pohádaly se a rozešly se. Hory v jejich okolí jsou nazývány Tsalxhaan Yatx'i – děti Tsalxaanu.

## Horolezectví
Na Fairweather prvně vystoupili v roce 1931 Allen Carpé a Terris Moore.
- 8. června 1931 – Allen Carpe a Terris Moore vystoupili na vrchol přes Southeast Ridge
- 26. června 1958 – Paddy Sherman a 7 dalších Kanaďanů vystoupilo na vrchol přes SE Ridge.[1]
- 12. června 1968 – Loren Adkins, Walter Gove, Paul Myhre, John Neal a Kent Stokes vystoupili na vrchol přes West Ridge.[2]
- 10. června 1973 – Peter Metcalf, Henry Florschutz, Toby O'Brien a Lincoln Stoller vystoupili na vrchol přes Southwest Ridge.[3]